# Sarolta Monspart
Sarolta Monspart, född 17 november 1944 i Budapest, död 24 april 2021 i Budapest, var en ungersk orienterare som blev världsmästarinna individuellt 1972. Hon tog även ett VM-silver och ett VM-brons.